# Sibianor aurocinctus
Sibianor aurocinctus är en spindelart som först beskrevs av Ohlert 1865.  Sibianor aurocinctus ingår i släktet Sibianor och familjen hoppspindlar. Inga underarter finns listade i Catalogue of Life.